# Zef Bici
Zef Bici OFM (ur. 19 maja 1919 we wsi Breg të Matës k. Lezhy, zm. 10 maja 1968 we wsi Dobraç k. Szkodry) – albański ksiądz katolicki, więzień sumienia. 

## Życiorys
Syn Dede Ujka Biciego i Dile z d. Precja. W 1932 ukończył naukę w szkole powszechnej we wsi Gurëz, a dwa lata później rozpoczął naukę w seminarium duchownym w Szkodrze. 2 lutego 1946 w katedrze szkoderskiej otrzymał święcenia kapłańskie z rąk abp Gaspera Thaçiego. Od 6 listopada 1946 rozpoczął pracę duszpasterską jako wikariusz w parafii stołecznej. Reprezentował stronę kościelną w rozmowach dotyczących statutu kościoła katolickiego w albańskim państwie komunistycznym. W latach 1952–1955 kierował sprawami administracyjnymi archidiecezji w Szkodrze. W 1956 został zdymisjonowany i skierowany jako wikariusz do parafii Shiroke. W kwietniu 1957 powrócił do Tirany i został skierowany do pracy w archidiecezji Tirana-Durres.
W listopadzie 1964 został aresztowany przez władze komunistyczne pod zarzutem kradzieży papieru z państwowej drukarni. Po ośmiu miesiącach śledztwa został zwolniony z więzienia i uniewinniony. Objął stanowisko proboszcza we wsi Merqi, w diecezji Lezhy, które pełnił do marca 1967. 
Po ogłoszeniu Albanii państwem ateistycznym 4 lipca 1967 został aresztowany i oskarżony o szpiegostwo i kontakty z radcą ambasady włoskiej w Tiranie. W czasie śledztwa był operowany w szpitalu w Tiranie z powodu rozwijającej się choroby nowotworowej. 25 kwietnia na procesie pokazowym, który odbył się w jednym z klasztorów w Szkodrze został skazany na karę śmierci za szpiegostwo na rzecz Watykanu. 10 maja 1968 został rozstrzelany przez oddział specjalny Sigurimi we wsi Dobraç k. Szkodry.
Jego doczesne szczątki odnaleziono we wrześniu 1993 w okolicach Szkodry i pochowano w Katedrze Serca Jezusowego w Tiranie.